# Hanna Dzerkal
Hanna Leonidivna Dzerkal (ukrainien : Ганна Леонідівна Дзеркаль), née le 18 août 1987 à Yuzhnoukrainsk, est une nageuse ukrainienne, spécialiste de brasse et de quatre nages.

## Carrière
Elle a participé aux Jeux olympiques d'été de 2008 à Pékin et aux Jeux olympiques d'été de 2012 à Londres, obtenant comme meilleur résultat individuel une dix-septième place au 200 m brasse en 2012. Elle compte également deux médailles européennes en petit bassin, l'argent en 2006 lors du 100 m quatre nages et le bronze en 2012 au 200 m brasse.

## Palmarès

### Championnats d'Europe
Petit bassin
- Championnats d'Europe 2006 à Helsinki ( Finlande) :
  -  Médaille d'argent sur 100 m quatre nages
- Championnats d'Europe 2012 à Chartres ( France) :
  -  Médaille de bronze sur 200 m brasse